# Drapetisca bicruris
Drapetisca bicruris är en spindelart som beskrevs av Tu och Li 2006. Drapetisca bicruris ingår i släktet Drapetisca och familjen täckvävarspindlar. Inga underarter finns listade i Catalogue of Life.